# Marvin, Welch & Farrar
Marvin, Welch & Farrar ( 1970-1973) var en engelsk/australsk vokal trio bestående af The Shadows 2 guitarister Hank Marvin - født 28. oktober 1941 i Newcastle, Bruce Welch født 2. november 1941 i Newcastle og den australske guitarist og komponist fra gruppen The Strangers John Farrar født 8. november 1946 i Melbourne.
Gruppen blev dannet i juli 1970 efter The Shadows midlertidige opløsning. Musikken var egne kompositioner med inspiration fra den amerikansk/engelske gruppe Crosby, Stills & Nash. Gruppens kompositioner var meget melodiske, og lagde i høj grad vægt på vokal harmonier i kompositionerne. De indspillede to lp´er - Marvin, Welch & Farrar (1971) og Second Opinion (1971). Efter disse to studie lp´er uden større succes, forlod Welch gruppen. Marvin & Farrar fortsatte , og gruppen var i 1972 backing band for Cliff Richard på en turné til fjernøsten, hvor der blev indspillet en dobbelt live indspilning Cliff Goes East (1972). I 1973 indspillede de lp´en Marvin & Farrar (1973) som heller ikke fik synderlig opmærksomhed. Efter dette opløstes gruppen i marts 1973, og The Shadows blev gendannet, nu med besætningen Hank Marvin, Bruce Welch, Brian Bennett og John Farrar. 

## Diskografi
- Marvin, Welch & Farrar (1971)*
- Second Opinion (1971)*
- Live at the BBC (1970-1972) - live sessions fra tv*
- Marvin, Welch & Farrar - Marmaduke - Live (1970-1972) - fra tv Shows (2024)
- Marvin, Welch & Farrar - Lady of the Morning - Live (1971-1972) - fra tv shows (2024)
- Cliff Goes East (1972) - en side med Marvin/Farrar og resten Med Cliff Richard*
- Marvin & Farrar (1973)*

## Kompilations diskografi
- Step from The Shadows - (1986)*
- A Thousand Conversations - Best of Marvin, Welch & Farrar - (1997)*

## Singel diskografi
- Faithful / Mr. Sun – (1971)*
- Lady Of The Morning / Tiny Robin – (1971)*
- Marmaduke / Strike A Light – (1972)*
- Faithful / Brownie Kentucky - (1971)*

## Marvin / Farrar
- Music Makes My Day / Skin Deep - (1973)*
- Small And Lonely Light / Galadriel (Spirit Of Starlight) - (1973)*